# Мариас, Хавьер
Хавье́р Мари́ас (исп. Javier Marías; 20 сентября 1951[…], Мадрид — 11 сентября 2022, Мадрид) — испанский писатель, переводчик, журналист.

## Биография
Сын известного философа Хулиана Мариаса, ученика Ортеги-и-Гассета. Поскольку преподавать во франкистской Испании отцу было запрещено, он с конца 1940-х до 1970-х гг. выступал с лекциями в США, где Хавьер провёл многие годы детства. В конце 1960-х писал киносценарии для своих родственников режиссёров Хесуса Франко Манеры (дядя) и Рикардо Франко Рубио (двоюродный брат). Окончил факультет английской филологии в Университете Комплутенсе в Мадриде. В 1983—1985 преподавал испанскую литературу в Оксфордском университете. Выступал как журналист, печатался в крупнейших газетах мира.

## Произведения
- Los dominios del lobo (1971)
- Travesía del horizonte (1972)
- El monarca del tiempo (1978)
- El siglo (1982)
- El hombre sentimental (1986)
- Todas las almas (1989) / Все души (СПб: Амфора, 2004)
- Corazón tan blanco (1992) / Белое сердце (СПб: Амфора, 2002)
- Vidas escritas (1992)
- Mañana en la batalla piensa en mí (1994) / В час битвы завтра вспомни обо мне (СПб: Амфора, 2002)
- Cuando fui mortal (1996)
- Negra espalda del tiempo (1998)
- Tu rostro mañana 1. Fiebre y lanza (2002)
- Tu rostro mañana 2. Baile y sueño (2004)
- Tu rostro mañana 3. Veneno y sombra y adiós (2007)
- Los enamoramientos (2011) / Дела твои, любовь (ACT: Corpus, 2013)
- Así empieza lo malo (2014)
- Berta Isla (2017)

## Переводы
Переводил стихи У. Б. Йейтса, У. Стивенса, Дж. Эшбери, прозу Л. Стерна, Т. Харди, Р. Л. Стивенсона, Дж. Конрада, В. В. Набокова, К. Бликсен, У. Фолкнера, Дж. Д. Сэлинджера, Дж. Апдайка и др.

## Признание
- Старейшая испанская премия Фастенрата (1995, в 1947 её получил его отец),
- Премия Ромуло Гальегоса (1995)
- Премия «Фемина» зарубежному автору (1996),
- Премия Нелли Закс (1997),
- Дублинская литературная премия (1997),
- Международная премия Альберто Моравиа (2000),
- Премия Саламбо (2003),
- Австрийская государственная премия по европейской литературе (2011),
- Международная литературная премия Formentor[англ.] (2013)

и многие другие награды. Член Испанской королевской академии (2006).

## Интересные факты
Хавьер Мариас — один из альтернативных правителей виртуального королевства Редонда. Описал историю королевства в произведении «Negra espalda del tiempo» («Чёрная спина времени»).